# Ola Sundell
Ola Henry Sundell, född 19 mars 1952 i Hammerdal, är en svensk politiker (moderat) och skogsmästare. Han var riksdagsledamot från Jämtlands läns valkrets 1994–2010. Sundell har varit Moderaternas talesman i samefrågor.
Sundell bor i Görvik, Hammerdal i Strömsunds kommun och talar flytande jämtska. Han har varit Moderaternas talesman i försvarsfrågor (mellan 2002 och 2006) och var tippad, av bland annat Göteborgs-Posten, som ny försvarsminister efter en borgerlig valseger, något Sundell själv deklarerat att han ville. Efter valsegern gick posten dock till Mikael Odenberg, något Sundell inte var besviken över eftersom han ansåg att sannolikheten att posten skulle gå till honom var relativt låg. 
Sundell har bland annat drivit frågor om till exempel sänkt elskatt för inlandet och har motionerat om en statlig utredning för att se över ifall Sverige skall ha en vattenkraftsåterbäring, något man har i Norge. Sundell har även verkat för en uppluckring av strandskyddet i glesbygden och sänkt dieselskatt.
Sundell var Moderaternas distriktsordförande i Jämtlands län 1995–2007 och var den förste moderate distriktsordförande som öppet kritiserade Bo Lundgren efter Moderaternas valnederlag 2002. Sundell menade att Lundgren var "en lång parentes" som partiledare.

## Riksdagsuppdrag
- Suppleant i Miljö- och jordbruksutskottet 1994–1998, 2002–2006
- Suppleant i Skatteutskottet 1994–2002
- Suppleant i Trafikutskottet 2002
- Suppleant i Näringsutskottet 2003–2004
- Suppleant i OSSE-delagtionen 2004–2006
- Ledamot i Näringsutskottet 1998–2003
- Ledamot i Nordiska Rådets svenska delegation 2002–2004 (suppleant oktober–september 2002)
- Ledamot i Försvarsutskottet 2002–2006
- Ledamot i Sammansatta utrikes- och försvarsutskottet 2003–2006 (suppleant oktober–november 2004)
- Ledamot i Miljö- och jordbruksutskottet 2006–2010
- Ledamot i Valprövningsnämnden 2011–2015